# Ідентифікація платників податків
Ідентифікація платників податків використовується країнами як для обліку фізичних та юридичних осіб як в цілях оподаткування, так і в інших цілях.
Існують як національні ідентифікатори, що використовуються податковими органами у відповідних юрисдикціях та сферах, так і інтернаціональні, що використовуються у рамках міжурядових об'єднань та договорів.

## Ідентифікатори у рамках міжнародного співробітництва щодо оподаткування
По мірі того як світ стає більш глобальним, стає все більш актуальною проблема використання офшорів та ухиляння від сплати податків. Для боротьби з цим явищем уряди країн світу та міжнародні організації проводять ініціативи та проекти з обміну інформацією про відповідних податкових резидентів. Наразі існує декілька ініціатив щодо ідентифікації в рамках обміну банківською, фінансовою або податковою інформацією:
- США (FATCA)
- Європейський союз (EU Savings Directive)
- ОЕСР (Common Reporting Standard)
- Велика двадцятка (LEI)

### FATCA
FATCA — закон США, ухвалений у 2010, що має на мету виявлення осіб, що ухиляються від сплати податків. В рамках міжурядових договорів (Intergovernment Agreements, IGAs) США отримує інформацію про податкових резидентів інших країн. Ці договори передбачають отримання та передачу фінансовими установами усіх країн, що підписали IGA, ідентифікатору платника податків в США (U.S. TIN), що відкрили в певній юрисдикції банківський рахунок.

### Європейський союз
Перша спроба обміну податковою інформацією була зроблена у 2003 році. Директива під назвою «EU Savings Directive» від 3 червня 2003 не виявилася дуже ефективної порівняно з FATCA. У 2011 році директива «Directive on Administrative Cooperation» поширила вимоги обміну банківською інформацією, а зміни, що вступили в силу 2017 роблять обов'язковим обмін між податковими адміністраціями членів ЄС. 

### Організація економічного співробітництва та розвитку

#### CRS та AEoI
У 2014 році ОЕСР розробила Common Reporting Standard (CRS) — стандарт автоматичного обміну інформацією щодо рахунків у банках (AEoI), запроваджений на глобальному рівні між податковими адміністраціями світу. Мета цього стандарту та обміну — боротьба з ухиленням від сплати податків.
Стандарт не встановлює нових ідентифікаторів платників податків, а документує використання ідентифікаторів відповідної податкової юрисдикції.

#### BEPS
У рамках проекту ОЕСР по боротьбі з BEPS (Base erosion and profit shifting) запроваджено план дій з 15 кроків. Крок 13 запроваджує для мультінаціональних корпортації звітування щодо кожної податкової юрисдикції, де вони зареєстровані.
У рамках стандарту Country by country використовуються такі ідентифікатори:
- TIN (Tax identification number) — ідентифікатор платника податків, що використовується податковою адміністрацією юрисдикції
- EIN (Entity identification number) — інші ідентифікатори, такі як ідентифікатор у публічному реєстрі юридичної осіб цієї юрисдикції або глобальний ідентифікатор юридичної особи.

## Велика двадцятка
LEI — ідентифікатор особи у глобальному реєстрі юридичних осіб, що адмініструється фондом Global Legal Entity Identifier Foundation (GLEIF), заснованим міжнародною організацією Financial Stability Board.

## США
Tax identification number (TIN) - загальна назва сукупності ідентифікаторів юридичних та фізичних осіб, що можуть використовуватися у цілях оподаткування:
- Social Security number (SSN)
- Individual Taxpayer Identification Number (ITIN)
- Employer Identification Number (EIN)
- Adoption Taxpayer Identification Number
- Preparer Tax Identification Number

Employer Identification Number (EIN) використовується податковою адміністрацією США (Internal Revenue Service, IRS) для ідентифікації юридичних осіб, видається всім юридичним особам, що хочуть зареєструватися в юрисдикції США. Номер необхідний для заповнення податкової звітності, відкриття рахунку, кредитної картки чи отримання кредиту.

Global Intermediary Identification Number (GIIN) використовується для ідентифікації іноземних осіб по відношенню до США та для виконання правила FATCA. FATCA - программа для фінансового декларування, запроваджена урядом США для пошуку осіб, що ухиляються від сплати податків та тримають кошти за кордоном. Являє собою 19-символьний код.

## В Україні
- для юридичних осіб — код ЄДРПОУ
- для фізичних осіб — ідентифікаційний номер фізичної особи
- для юридичних та фізичних осіб, що сплачують ПДВ — індивідуальний податковий номер платника ПДВ

## Аутентифікація та електронна звітність
Ідентифікацію не слід плутати з аутентифікацією. Хоча деякі країни використовують ідентифікатор особи одночасно як секретний код, пароль, код аутентифікації та авторизації особи має іншу мету. Аутентифікація використовується для подання електронної звітності юридичними та фізичними особами.